# Антион
Антион (др.-греч. Ἀντίων) — персонаж древнегреческой мифологии из фессалийского цикла, старший из восьми сыновей Перифанта и Астиагеи, внук Лапифа и Гипсея. Был женат на Перимеле, дочери Амифаона из рода Эолидов. Согласно Диодору Сицилийскому, именно Антион был отцом знаменитого своей нечестивостью Иксиона; другие источники называют этого героя сыном Флегия (Страбон) и Леонтея (Псевдо-Гигин).